# Conidiobolus polyspermus
Conidiobolus polyspermus är en svampart som beskrevs av Drechsler 1962. Conidiobolus polyspermus ingår i släktet Conidiobolus och familjen Ancylistaceae.   Inga underarter finns listade i Catalogue of Life.